# Llanyrafon
Llanyrafon är en community i Storbritannien.   Den ligger i kommunen Torfaen och riksdelen Wales, i den södra delen av landet, 200 km väster om huvudstaden London. 
Llanyrafon ligger i den östra delen av staden Cwmbran.